# Качоровский, Рышард
Рышард Качоровский (пол. Ryszard Kaczorowski; 26 ноября 1919, Белосток, Польша — 10 апреля 2010, Смоленск, Россия) — польский государственный деятель. В период с 1989 по 1990 годы занимал должность Президента Польши в изгнании.

## Биография

### До 1945 года
В молодости в польском харцерском (скаутском) движении. После аннексии Белостока Советским Союзом организовал в городе подпольную харцерскую организацию «Серые шеренги» и стал главой подпольного движения в Белостоке. В 1940-м году арестован НКВД, приговорён к смертной казни, замененной на 10 лет заключения. Узник Колымы, освобождён на основании соглашения Сикорского-Майского. Воевал в Армии Андерса, в том числе участвовал в битве под Монте-Кассино.

### В эмиграции
После войны жил в эмиграции в Великобритании. Окончил институт внешней торговли. 35 лет работал бухгалтером. Руководитель Союза польских харцеров в изгнании до 1988, деятель международного скаутского движения.
Деятель «Национального совета» (парламента в изгнании). С 1986 — министр правительства в изгнании, в 1989—1990 — президент в изгнании. 22 декабря 1990 вручил демократически избранному польскому президенту Леху Валенсе президентские инсигнии.

### После 1990 года
Остался в Лондоне, но часто бывал в Польше и пользовался известностью и уважением благодаря многочисленным публичным выступлениям. Почётный Гражданин Белостока, Варшавы, Кракова и многих других польских городов, почетный доктор нескольких польских университетов.

### Гибель
10 апреля 2010 года погиб в авиакатастрофе в Смоленске. Самый пожилой из погибших в катастрофе. Похоронен 19 апреля 2010 года в Пантеоне великих поляков в строящемся Храме Божьего Провидения в Варшаве.